# Советский (Ленинградская область)
Сове́тский (до 1948 — Йо́ханнес, фин. Johannes) — посёлок городского типа в Выборгском районе Ленинградской области. Административный центр Советского городского поселения.

## Название
Топоним Йоханнес возник в XIX веке в связи с основанием в деревне Ваахтола лютеранской церкви и общины Святого Йоханнеса.
16 января 1948 года исполком Йоханнеского поссовета постановил: «Просить исполком Выборгского райсовета ходатайствовать о переименовании рабочего посёлка Йоханнес в рабочий посёлок Ивановское с мотивировкой по переводу с финского». Комиссия по переименованию данный выбор не поддержала — название было изменено на Красновское, с обоснованием: «в честь Героя Советского Союза Краснова А. Н., героически сражавшегося на территории Выборгского района в финской кампании». В конечном счёте, посёлок был переименован в Советский, в честь Героя Советского Союза лётчика М. А. Советского — старшего лейтенанта, штурмана авиазвена 1-го ГМТАП, погибшего 22 июня 1944 года и похороненного в Ленинграде. Переименование было закреплено указом Президиума ВС РСФСР от 13 января 1949 года.

## История
Село Ваахтола, после постройки храма, когда в нём сосредоточились административные и церковные службы, стало центром волости Йоханнес.
Первая церковь прихода Каки была построена в XVII веке на мысу Кирккониеми. К середине XVIII века она обветшала. Новая деревянная церковь в селе Ваахтола была возведена по проекту Туомаса Суйкканена в 1756 году. С тех пор Ваахтола начало превращаться в большое село, ставшее центром волости.
В 1888 году на холме Ситтамяки архитектором Вилениусом была построена новая церковь из красного кирпича.
Жители села Ваахтола занимались главным образом рыболовством и земледелием и животноводством. В 1925 году был пущен в строй участок железной дороги от Койвисто до Выборга, проходящий через село Ваахтола. Станцию назвали по имени прихода — Йоханнес. Постепенно это название перешло и на село.

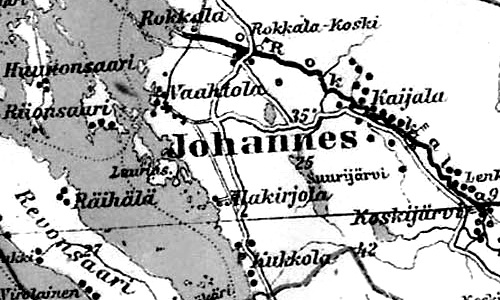
Село Йоханнес на финской карте 1923 года

До 1939 года село Йоханнес входило в состав одноимённой волости Выборгской губернии Финляндской республики. В селе находились начальная и средняя школы, аптека, пожарное депо, рынок, стадион и дом молодёжного общества.
С 1 января 1940 года по 31 октября 1944 года — в составе Карело-Финской ССР.
С 1 июля 1941 года по 31 мая 1944 года — финская оккупация.
С 1 ноября 1944 года — в составе Йоханесского поссовета Выборгского района Ленинградской области.
С 1 октября 1948 года — рабочий посёлок Советский в составе Советского поссовета Выборгского района.
С 1 февраля 1963 года — в составе Советского поссовета подчинённого Выборгскому горсовету.
С 1 января 1965 года — в составе Советского поссовета Выборгского района.
Согласно данным 1966, 1973 и 1990 годов рабочий посёлок Советский находился в подчинении Выборгского райсовета.
В 1997 году в городском посёлке Советский Выборгского района проживали 7300 человек, в 2002 году — 6607 человек.
В 2007 году в посёлке Советский Советского ГП проживали 6400 человек, в 2010 году — 7131 человек.

## География
Посёлок расположен в западной части района на автодороге 41А-082 (Зеленогорск — Выборг) в месте примыкания к ней автодорог 41К-098 (подъезд к г. Высоцку) и 41А-086 (Советский — автодорога (Молодёжное — Черкасово)).
Расстояние до районного центра — 26 км.
В посёлке расположена железнодорожная станция Советский.
Посёлок находится на берегу Выборгского залива.

## Демография
| 1947  | 1959  | 1970  | 1979  | 1989  | 1997  | 2002  |
| ----- | ----- | ----- | ----- | ----- | ----- | ----- |
| 2258  | ↗3561 | ↘3123 | ↘3112 | ↗6471 | ↗7300 | ↘6607 |
| 2006  | 2009  | 2010  | 2012  | 2013  | 2014  | 2015  |
| ↘6400 | →6400 | ↗7131 | ↘7116 | ↘7068 | ↘7018 | ↗7064 |
| 2016  | 2017  | 2018  | 2019  | 2020  | 2021  | 2023  |
| ↘7060 | ↘7010 | ↘6946 | ↘6842 | ↘6776 | ↗7197 | ↘7069 |
| 2024  | 2025  |       |       |       |       |       |
| ↘6987 | ↘6911 |       |       |       |       |       |

## Экономика
Основное (градообразующее) предприятие посёлка — целлюлозно-бумажный комбинат ОАО «Выборгская целлюлоза», построено финскими строителями (так же как и ряд зданий посёлка) в 1926 году. В годы перестройки проведена реконструкция комбината финскими и шведскими строителями. Были построены новые цеха и система очистки отходов. Построенные цеха были оснащены австрийским, финским и немецким оборудованием. В 1990-е годы после многочисленной смены собственников большая часть оборудования утрачена. На данный момент на территории «Выборгской целлюлозы» идёт строительство предприятия по выпуску топливных пеллетов (биотоплива из отходов древесины), а также причала для отправки их морем. Ожидается, что после выхода на полную мощность (1 млн т пеллет в год) завод станет крупнейшим в мире производителем этого топлива.

## Инфраструктура
Два детских сада, средняя общеобразовательная школа, музыкальная школа, церковь, гостиница, стадион, спортзал, парикмахерские, салон красоты, ветеринарная клиника, шиномонтаж, автомастерские, автомойка, АЗС, магазины продуктовых, промышленных, строительных товаров, магазин мебели, автозапчастей, рынок, аптеки, клуб, кафе-бар, бар-дискотека, ресторан.

## Транспорт
В основном на железнодорожную станцию посёлка приходит сырьё для комбината «Выборгская целлюлоза» и вагоны для перевозки продукции. На станции останавливаются поезда Выборг — Приморск — Зеленогорск, летом станция является конечным пунктом остановки поезда Санкт-Петербург (Финляндский вокзал) — Советский.
В 2014 году был запущен рельсовый автобус сообщением Санкт-Петербург (Финляндский вокзал) — Зеленогорск — Приморск — Выборг. Есть автобусное сообщение между Выборгом, Санкт-Петербургом и Приморском. Автобус № 130 «Выборг — Ермилово» идёт с заездом в посёлок. Автобусный маршрут № 135 следует от станции Выборг до конечной остановки в посёлке Советский. Также на территории комбината имеется порт.

## Фото

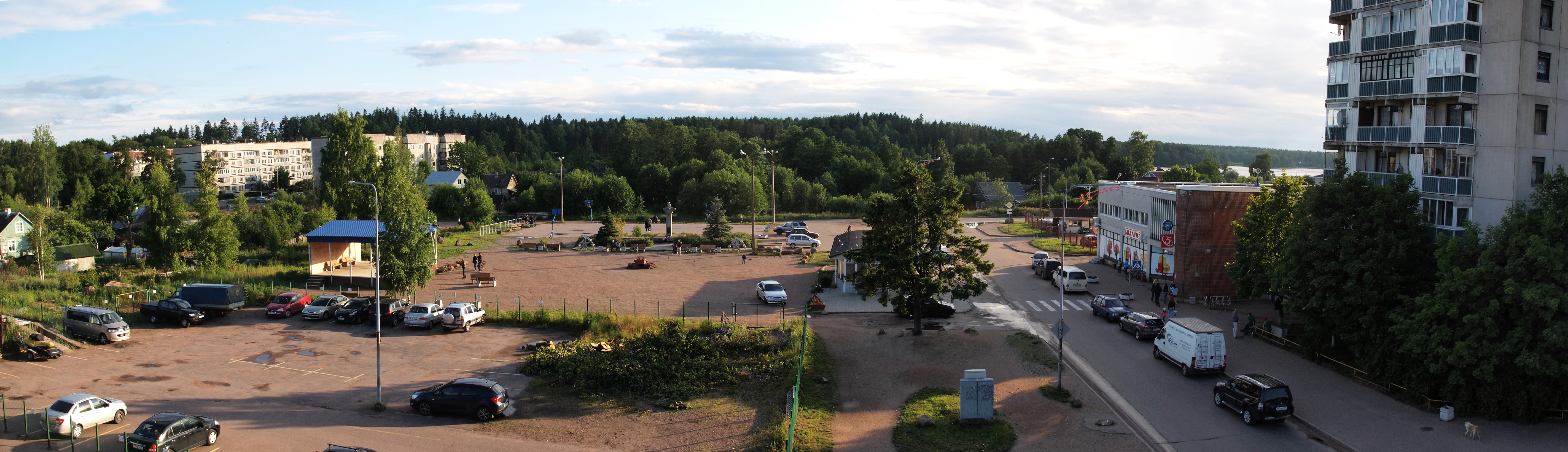
Посёлок Советский. Вид из гостиницы «Чайка». 2015 г.

## Улицы
Береговая, Боровая, Водопроводная, Выборгское шоссе, Гороховская, Гороховский переулок, Десантников переулок, Детский переулок, Дружбы, Еловая, Железнодорожная, Заводская, Заречная, Зелёная, Исполкомовская, Каляева, Кирова, Комсомольская, Короткий переулок, Красноармейская, Красновская, Лазурная, Ленинградская, Лесная, Лесной проезд, Лесопарковая, Малый переулок, Молодёжная, Морской переулок, Набережная, Новая, Новосёлов проезд, Осочная, Песчаная, Портовая, Привокзальная, Речная, Роккальская, Ручейный проезд, Ручейный бульвар, Рыночная, Садовая, Садоводческая, Светлая, Советская, Сосновый переулок, Спортивная, Суримяки, Тихий проезд, Торговая, Хвойная, Школьная, Школьный проезд, Ясная

## Садоводства
Деметра, Джатиево, Лисье урочище, Соколинское-2, Эрудит.